# Marchette
 (septembre 2016).
Si vous disposez d'ouvrages ou d'articles de référence ou si vous connaissez des sites web de qualité traitant du thème abordé ici, merci de compléter l'article en donnant les références utiles à sa vérifiabilité et en les liant à la section « Notes et références ».
 (septembre 2016).
Cet article concerne le ruisseau de Belgique. Pour l'appareil para-médical, voir Déambulateur.
La Marchette (Mårtchete en wallon) est un ruisseau de Belgique, affluent de l'Ourthe faisant partie du bassin versant de la Meuse et arrosant la ville de Marche-en-Famenne.

## Géographie
Ce ruisseau de Famenne prend sa source près du centre de Marche-en-Famenne, à l'est de la chaussée de Liège, traverse la commune de Marche où il reçoit en rive droite le ruisseau de Champlon issu du Fond des Vaulx puis poursuit son cours vers le nord en franchissant deux fois la N.63 Liège - Marche-en-Famenne. Lors de la seconde moitié de son cours, la Marchette sert de limite entre les provinces de Namur et de Luxembourg. Vers la fin de son parcours, elle reçoit successivement l'Eau d'Heure en rive gauche et la Nève en rive droite. Le ruisseau se jette dans l'Ourthe en amont du village de Noiseux à une altitude de 165 m.